# Naturschutzgebiet Netteberge
Das Naturschutzgebiet Netteberge liegt auf dem Gebiet der Stadt Selm in der Bauerschaft Netteberge im Kreis Unna in Nordrhein-Westfalen. Das etwa 23,5 ha große Gebiet wurde im Jahr 1981 unter der Schlüsselnummer UN-004 unter Naturschutz gestellt.

## Gebietsbeschreibung
Das Naturschutzgebiet Netteberge im Südosten der Gemeinde Selm ist ein Biotopkomplex, der im Wesentlichen aus der ehemaligen Nutzung als Sandgrube entstanden ist. Im Übergangsbereich von Cappenberger Höhen zum Bach-Niederungsbereich östlich von Selm-Beifang gelegen, überwindet es dabei etwa 40 Meter Höhenunterschied.
Nach Abbauende in den 1970er Jahren ist ein Großteil der ehemals offenen Grubenstandorte bewaldet.
Heckenstrukturen, Bachläufe und zwei Grünlandblöcke gliedern das Gebiet weiter. Vornehmlich aus Hangdruckwasser gespeist nehmen heute einige schützenswerte Kleingewässer und totholzreiche Weidensumpfwälder die ehemalige Abbausohle ein.
In den weniger stark vernässten Rand- und Böschungsbereichen gehen diese vornehmlich in Birkenwälder mit dichtem Brombeer- und Brennnesselunterwuchs über.
Die Senken werden von drei teilweise naturnahen kleineren Bachläufen entwässert. Eine Anzahl inzwischen stark verlandeter Kleingewässer und ehemaliger Fischteiche mit typischen Vegetationsbeständen säumen die Bachläufe. Um die in Kerbtälchen liegenden Oberläufe und Quellbereiche des südlichen Baches stockt ein älterer Buchenhochwald.
Da Teile der ehemaligen Sandgrube, insbesondere Böschungsbereiche, mit verschiedenen Aufforstungen festgelegt wurden, sind die für die Sandstandorte charakteristischen und schützenswerten Magerrasen aktuell nur noch wenig vorhanden und durch Verbuschung und das Eindringen von Neophyten stark gefährdet. Durch die früheren Sandabbautätigkeiten freigelegt, sind im NSG vielfach als geologisch bemerkenswerte Aufschlüsse Kalksandsteinbänder und -blöcke zu finden.
Die Grünländer werden extensiv als Weide oder Wiese genutzt. Sie sind teilweise mit alten Obstbaumbeständen und jungen Nachpflanzungen und Kleinstgewässern angereichert.
Der anthropogen entstandene offene Sonderstandort Sandgrube wird heute bis auf wenige Restflächen flächig von verschiedenen oftmals naturnahen Waldtypen eingenommen. Die offenen Sandstandorte nehmen eine besondere Stellung als Refugialraum für psammophile Organismen ein, da vergleichbare Lebensräume erst wieder in geraumer Entfernung vorzufinden sind. In diesem Sinne sind sie auch als biotopvernetzende Strukturen essentiell.
Innerhalb des intensiv agrarisch genutzten Umfeldes stehen die Wälder und linearen Gehölzelemente der Netteberge im direkten räumlichen Zusammenhang zu weiteren Naturschutzgebieten im Bereich der Nordlippischen Höhen und stellen somit auch wichtige Elemente im regionalen Biotopverbund. Großteile des Naturschutzgebietes sind bewaldet. Diejenigen Bereiche, die bereits eine über 40 Jahre währende Gehölzsukzession aufweisen, bieten weiterhin eine Chance auf ungestörte natürliche Entwicklungsprozesse.

## Schutzziele und Maßnahmen
Der Umbau von derzeit nicht standortgerechten Waldgesellschaften, vor allem in Aufforstungsbereichen außerhalb der ehemaligen feuchteren Grubensohlen, ist langfristig anzustreben. Besonders vor dem Hintergrund der Gefahren der Verinselung liegt ein Hauptentwicklungsziel in der Offenhaltung und Vergrößerung von offenen Magerrasenstandorten, die dann eine kleinräumige und enge Verzahnung mit Waldstandorten und von eher trocken-warmen zu feuchten Lebensräumen bieten können.
In diesem Zusammenhang wird ebenfalls eine weitere Grünlandextensivierung langfristig angestrebt. Hier kann ein extensives Weidemanagement zielführend sein. Erhalt und Optimierung der Still- und insbesondere der Fließgewässer schaffen zusätzlich die Chance der Vernetzung von Niederung zu Kuppenlage auf kleinen Raum für amphibische und aquatische Organismen.